# Internationale Maifestspiele

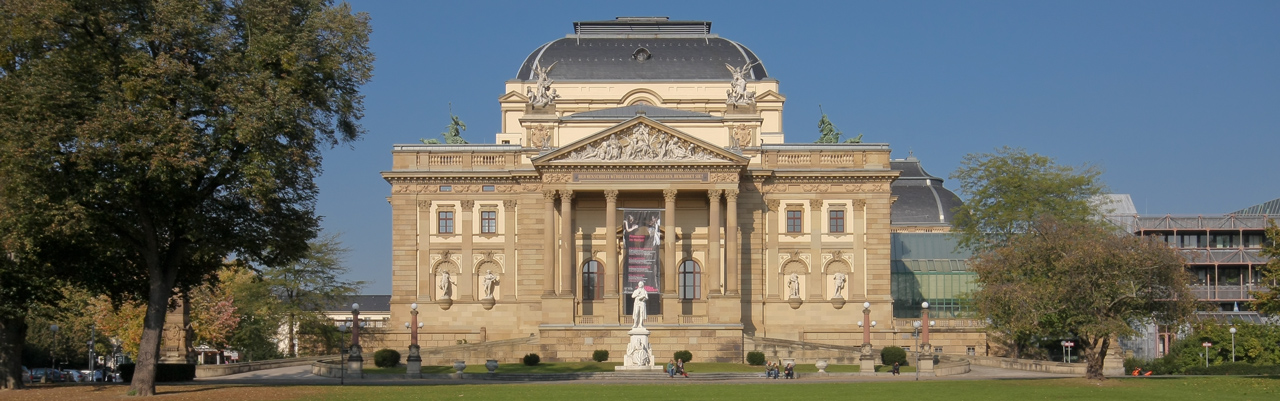
Hessisches Staatstheater in Wiesbaden

Die Internationalen Maifestspiele finden jedes Jahr am Hessischen Staatstheater in Wiesbaden statt. Sie wurden 1896 von dem damaligen Intendanten Georg von Hülsen gegründet.

## Geschichte
Die Idee zu den Maifestspielen geht auf die Richard-Wagner-Festspiele in Bayreuth zurück, die seit 1876 jährlich stattfanden. Nach der Eröffnung des neuen Staatstheaters 1894 griff der Intendant Georg von Hülsen die Idee auf. Da Kaiser Wilhelm II. sich jährlich im Mai in der Weltkurstadt aufhielt, war es naheliegend, die Festspiele in diesen Monat zu legen. Vom 6. bis zum 19. Mai 1896 fanden die ersten Maifestspiele statt.
Bis 1914 bildeten die Werke Richard Wagners einen Schwerpunkt im Programm, doch wurden auch andere Opern inszeniert, darunter im Jahr 1900 Oberon von Carl Maria von Weber. Mit dem Ersten Weltkrieg wurden die Maifestspiele vorerst eingestellt. Auch nach Kriegsende war lange Zeit an eine Wiederaufnahme der Tradition nicht zu denken. Erst 1929 konnten unter der Intendanz von Paul Bekker vom 4. bis 21. Mai zum ersten Mal wieder Maifestspiele stattfinden mit einer Erstaufführung der Oper Die ägyptische Helena von Richard Strauss. Auch in den Jahren 1931 und 1932 fanden Uraufführungen während der Maifestspiele statt.
Mit der Machtübernahme der Nationalsozialisten wurden die Theater gleichgeschaltet. Die Maifestspiele fanden während dieser Zeit noch bis 1939 im Rahmen der Gaukulturwochen statt. Sie standen unter der Intendanz von Carl von Schirach.
Nach dem Zweiten Weltkrieg wurden die Maifestspiele 1950 wieder aufgenommen. Mit dem neuen Namen Internationale Maifestspiele verband sich auch ein neues künstlerisches Konzept, indem bedeutende ausländische Bühnen zu den Festspielen eingeladen werden. Der Förderverein der Internationalen Maifestspiele unterstützt das Festival jährlich finanziell. Das Programm besteht aus Opern- und Schauspielinszenierungen namhafter Ensembles sowie exzellenten Ballett- und Tanz-Aufführungen, Konzerten, Lesungen und Gala-Abenden der Oper mit herausragenden Sängern. Inszenierungen für Kinder und Jugendliche zeigt die Junge Woche, die seit vielen Jahren ein fester Programm-Bestandteil der Maifestspiele ist. Künstlerisch verantwortlich für die Programmauswahl ist der Intendant des Hessischen Staatstheaters Wiesbaden.
Im Jahr 1952 zählte das Festival zu den Gründerorganisationen der European Festivals Association.